# Wiktorija Titowa
Wiktorija Titowa (ukr. Вікторія Тітова, ur. 29 lipca 1971) – ukraińska szpadzistka reprezentująca też ZSRR, trzykrotna medalistka mistrzostw świata.
W 1990 roku wywalczyła złoty medal w turnieju indywidualnym szpadzistek na mistrzostwach świata juniorów w Mödling.
Podczas mistrzostw świata w Budapeszcie w 1991 roku reprezentantki ZSRR w składzie: Oksana Jermakowa, Marija Mazina, Wiktorija Titowa i Jekatierina Lebiediewa-Gorska zdobyły brązowy medal w turnieju drużynowym. W tej samej konkurencji zdobyła także brązowe medale na mistrzostwach świata w Essen (1993) i mistrzostwach świata w La Chaux-de-Fonds (1998). Była też między innymi jedenasta w rywalizacji indywidualnej na mistrzostwach świata w Hadze w 1995 roku.
Wystartowała na igrzyskach olimpijskich w Atlancie (1996), gdzie w turnieju indywidualnym zajęła trzynaste miejsce. Był to jej jedyny start olimpijski.